# Eunausibius salutaris
Eunausibius salutaris is een keversoort uit de familie spitshalskevers (Silvanidae). De wetenschappelijke naam van de soort werd in 1974 gepubliceerd door Michael J. Parsons.